# العلاقات الغامبية الفيجية
العلاقات الغامبية الفيجية هي العلاقات الثنائية التي تجمع بين غامبيا وفيجي.

## مقارنة بين البلدين
هذه مقارنة عامة ومرجعية للدولتين:
| وجه المقارنة                                              | غامبيا       | فيجي                                                                 |
| --------------------------------------------------------- | ------------ | -------------------------------------------------------------------- |
| المساحة (كم2)                                             | 11.30 ألف    | 18.27 ألف                                                            |
| عدد السكان (نسمة)                                         | 2.10 مليون   | 915.30 ألف                                                           |
| الكثافة السكانية (ن./كم²)                                 | 185.84       | 50.1                                                                 |
| العاصمة                                                   | بانجول       | سوفا                                                                 |
| اللغة الرسمية                                             | لغة إنجليزية | لغة إنجليزية، اللغة الفيجية، اللغة الفيجي الهندية، اللغة الهندستانية |
| العملة                                                    | دالاسي غامبي | دولار فيجي                                                           |
| الناتج المحلي الإجمالي (بليون دولار)                      | 1.01 مليار   | 5.06 مليار                                                           |
| الناتج المحلي الإجمالي (تعادل القوة الشرائية) بليون دولار | 3.34 مليار   | 8.32 مليار                                                           |
| الناتج المحلي الإجمالي الاسمي للفرد دولار أمريكي          | 471          | 4.96 ألف                                                             |
| الناتج المحلي الإجمالي للفرد دولار أمريكي                 |              | 8.79 ألف                                                             |
| مؤشر التنمية البشرية                                      | 0.441        | 0.727                                                                |
| رمز المكالمات الدولي                                      | +220         | +679                                                                 |
| رمز الإنترنت                                              | .gm          | .fj                                                                  |
| المنطقة الزمنية                                           | 00           | ت ع م+12:00                                                          |

## منظمات دولية مشتركة
يشترك البلدان في عضوية مجموعة من المنظمات الدولية، منها:
| علم المنظمة | اسم المنظمة                                 | تاريخ انضمام غامبيا | تاريخ انضمام فيجي |
| ----------- | ------------------------------------------- | ------------------- | ----------------- |
|             | مؤسسة التنمية الدولية                       | 18 أكتوبر 1967      | 29 سبتمبر 1972    |
|             | يونسكو                                      | 1 أغسطس 1973        | 14 يوليو 1983     |
|             | مؤسسة التمويل الدولية                       | 19 سبتمبر 1983      | 12 يوليو 1979     |
|             | منظمة حظر الأسلحة الكيميائية                | ?                   | ?                 |
|             | الأمم المتحدة                               | 21 سبتمبر 1965      | 13 أكتوبر 1970    |
|             | الاتحاد الدولي للاتصالات                    | 27 مايو 1974        | 5 مايو 1971       |
|             | منظمة الشرطة الجنائية الدولية               | ?                   | ?                 |
|             | البنك الدولي للإنشاء والتعمير               | 18 أكتوبر 1967      | 28 مايو 1971      |
|             | الاتحاد البريدي العالمي                     | ?                   | ?                 |
|             | المركز الدولي لتسوية المنازعات الاستشارية   | 26 يناير 1975       | 10 سبتمبر 1977    |
|             | وكالة ضمان الاستثمار متعدد الأطراف          | 11 سبتمبر 1992      | 24 سبتمبر 1990    |
|             | مجموعة دول أفريقيا والكاريبي والمحيط الهادئ | ?                   | ?                 |
|             | منظمة التجارة العالمية                      | ?                   | ?                 |

## وصلات خارجية
- موقع وزارة الخارجية الغامبية
- موقع وزارة الخارجية الفيجية